# Nectophrynoides minutus
Nectophrynoides minutus é uma espécie de sapo da família Bufonidae. Ele é endêmico na Tanzânia. Seu habitat natural são as florestas tropicais e subtropicais úmidas. Está ameaçado com a perda de seu habitat.